# Mervyn King (Dartspieler)
Mervyn King (* 15. März 1966 in Ipswich) ist ein englischer Dartspieler. Sein Spitzname ist „The King“.
Er spielte von 1995 bis 2007 in der BDO, dann wechselte er zur PDC. Bislang stand er in sieben Finals bei Major-Turnieren der PDC. Zudem warf er mehrere Neundarter, unter anderem bei der PDC Championship League Darts 2013 gegen Gary Anderson.

## Leben
King begann im Alter von zwölf Jahren mit dem Dartspielen. Er spielte dabei auf einer alten Dartscheibe aus Rollwellenpappe, die ihm sein Vater geschenkt hatte. Sein Vater bestand außerdem darauf, dass er auf Wettkampfdistanz und mit korrekter Höhe des Boards trainierte. Schon im Alter von 13 Jahren hatte King Ambitionen, ein professioneller Spieler zu werden, als er County-Darts auf hohem Niveau spielte. Sein erstes „County A“-Spiel bestritt er im Alter von 14 Jahren und gewann auf Anhieb die örtliche Einzelliga. Außerdem gelang ihm im Alter von 14 Jahren in einem Trainingsspiel mit seinem Vater sein erstes Neun-Dart-Leg bei Start bei 501 Punkten.
Der Tod seines Vaters im September 2010 ließ ihn „am Boden zerstört“ zurück, was zu einem Formverlust führte.
King ist gut befreundet mit dem Dartspieler Peter Wright und lebt in dessen Nähe in Bradwell on Sea in Norfolk. Beide trainieren oft zusammen. King ist Motorsport-Enthusiast und sagte dazu einmal, dass er in jungen Jahren seine Chance aufgegeben habe, Rennfahrer zu werden, um seine junge Dartskarriere fortzusetzen. Er reiste und trainierte lange Zeit mit dem aufstrebenden Dartspieler und Jugendweltmeister von 2012, James Hubbard. King beschrieb ihn als jemanden, den man in Zukunft beobachten sollte.
Während des ersten Lockdowns in der COVID-19-Pandemie im Vereinigten Königreich im Jahr 2020 arbeitete King als Lieferfahrer für das Online-Einzelhandelsunternehmen Amazon und gründete 2021 eine Baufirma.

## Karriere

### BDO
King gab sein Debüt auf professioneller Ebene als 28-Jähriger bei den World Masters 1994, wobei er unter den letzten 32 gegen Andy Fordham verlor. Seinen ersten Titel bei der BDO gewann er 1996 bei den French Open, als er Leo Laurens im Finale besiegte. King gewann seitdem mehrere Open-Titel, darunter die Dutch Open 1997. Er debütierte 1997 als 30-Jähriger bei der BDO World Darts Championship. Er erreichte dabei das Halbfinale und besiegte dabei Ronnie Baxter und Roland Scholten, bevor er gegen den späteren Champion Les Wallace verlor. Er gewann £8.700 für diese Leistung.
King erreichte zwölf große Endspiele bei der BDO, gewann jedoch nur drei davon. Im Jahr 2004 gewann er seinen ersten Major-Titel, als er die World Masters in Bridlington gewann und Tony O’Shea im Finale mit 7:6 besiegte, nachdem er mit 3:5 in den Sätzen zurückgelegen hatte. Zwei weitere Major-Siege gelangen ihm in den Niederlanden.
Sein erstes großes Finale erreichte er bei den World Masters 2000, wobei er Spieler wie Peter Manley und Colin Monk besiegte, bevor er sich schließlich knapp mit 2:3 Sätzen John Walton geschlagen gab. King ging 2002 als Nummer 4 der Setzliste in die BDO World Darts Championship und erreichte das Finale, wo er gegen den Australier Tony David verlor. King schlug zuvor Raymond van Barneveld im Viertelfinale mit 5:3, spielte dabei einen Schnitt von 101,67 Punkten, und Colin Monk im Halbfinale. Er gewann hierfür nicht nur 24.000 £ für das Erreichen des Finales, sondern auch weitere 2.000 £ für ein 170er-Finish, das höchste Checkout des Turniers.
2003 war ein gutes Jahr für King. Er erreichte zwei große Endspiele und das Halbfinale der Weltmeisterschaften. Er begann das Jahr mit der BDO World Darts Championship 2003 und wurde dort Dritter. Er übertünchte Colin Monk im Viertelfinale mit 5:0 in den Sätzen, bevor er im Halbfinale gegen Raymond van Barneveld verlor und ihm somit der zweite Auftritt im WM-Finale verwehrt blieb. Er erreichte das Finale der International Darts League 2003 und World Darts Trophy, verlor beide Male gegen Raymond van Barneveld.
2004 hatte King ein weiteres erfolgreiches Jahr, als er bei vier BDO-Majors zwei Halbfinale und zwei Finale erreichte und eines davon gewann. Er begann das Jahr zum zweiten Mal in Folge als Nummer 3 der Weltrangliste. Bei der BDO World Darts Championship 2004 besiegte er Ritchie Davies knapp mit 5:4 Sätzen im Viertelfinale, bevor er Tony O’Shea im Halbfinale überzeugend mit 5:1 besiegte. Trotzdem verlor er im Finale zum zweiten Mal innerhalb von drei Jahren gegen Andy Fordham mit 3:6 Sätzen. Nach seiner guten Form bei der Weltmeisterschaft erreichte er 2004 auch das Halbfinale der International Darts League und der World Darts Trophy, wobei er nur knapp mit 8:9 bzw. 4:5 gegen Tony David und Martin Adams verlor.
2005 konnte er bei der Weltmeisterschaft nicht überzeugen, als er nur das Viertelfinale erreichte und gegen André Brantjes mit 2:3 Sätzen verlor. King sprach bereits vor dem Turnier von einer schlechten Form. Kings nächstes Turnier in diesem Jahr war die International Darts League. Er besiegte Ted Hankey, Co Stompé und Simon Whitlock, bevor er zum zweiten Mal in einem großen Finale gegen Tony O’Shea antrat, und gewann 13:11, um sich seinen zweiten großen BDO-Titel zu sichern. Ebenfalls im Jahr 2005 erreichte King zum zweiten Mal das Finale der World Darts Trophy und verlor 4:6 gegen Gary Robson. Dies sollte Kings letztes großes Finale vor seinem umstrittenen Wechsel zur Professional Darts Corporation sein.
Im Jahr 2006 verschlechterte sich Kings Form. Sein bestes Ergebnis kam bei der World Darts Trophy, wo er das Viertelfinale knapp mit 4:5 gegen Michael van Gerwen verlor. Er schaffte es auch nur in das Achtelfinale der BDO World Darts Championship 2006, als er Brian Woods mit 3:0 in den Sätzen überlegen war, bevor er gegen den späteren Champion Jelle Klaasen mit 2:4 verlor. Sein letztes Turnier als mit der BDO verbundener Spieler fand 2007 bei der BDO World Darts Championship statt, wobei er das Halbfinale erreichte. Dieses verlor er gegen den späteren Champion Martin Adams mit 4:5. King war während dieses Turniers von einigen Kontroversen umgeben, nachdem über seine Zukunft und einen möglichen Wechsel zur PDC spekuliert wurde. Dies sollte sein letztes Turnier als BDO-Spieler sein.

### PDC

#### Anfänge
King zeigte sich während der BDO-Weltmeisterschaft 2007 erbost, dass Gerüchte aufgetaucht waren und drohte sogar, das Turnier abzubrechen, als die Spekulationen zunahmen, und sagte sogar: (übersetzt) „Ich bin wirklich nicht zufrieden mit dieser Behandlung, die ich heute erfahre, nicht nur von einer Person, sondern von vielen Menschen, die ich seit vielen Jahren kenne.“
Trotz der Behauptung gegenüber BDO-Pressesprecher Robert Holmes, dass er „lieber die Darts einpacken würde, als für die PDC zu spielen“, kündigte King am 6. Februar 2007 seinen Wechsel zur PDC an, um „seine Karriere voranzutreiben“. Nachdem er das Halbfinale der BDO-Weltmeisterschaft 2007 gegen den späteren Champion Martin Adams verloren hatte, hatte King einen Vertrag unterschrieben, in dem er bestätigte, dass er beim Turnier 2008 spielen würde, da eine Klausel in allen Verträgen von BDO-Spielern besagte, dass, wenn sie das Halbfinale erreichen, sie verpflichtet sind, im folgenden Jahr zurückzukehren müssen, wobei sich die Champions sogar auf drei Jahre verpflichteten. Kings Wechsel hatte so zur Folge, dass die BDO mit rechtlichen Schritten gegen King drohte.
King gab sein PDC-Debüt bei einem nicht im Fernsehen übertragenen Event, dem Southern Regional Final der UK Open am 4. März 2007. Er erreichte das Viertelfinale, was er gegen Wayne Mardle verlor. In seinem ersten Jahr bei der PDC schnitt er bei der PDC Pro Tour 2007 gut ab, erreichte ein Finale, zwei Halbfinale und vier Viertelfinale. Er verdiente sich so einen Platz beim World Matchplay 2007, wo er das Viertelfinale erreichte, was er gegen den späteren Champion James Wade verlor. Seine Leistungen in seinem ersten Jahr halfen ihm, die Weltrangliste stetig zu erklimmen und sich für seine erste PDC-Weltmeisterschaft zu qualifizieren.
Bei seinem Debüt bei der PDC World Darts Championship 2008 unterlag er in der zweiten Runde dem Niederländer Roland Scholten. 2008 war ein erfolgreiches Jahr für King. Er erreichte zwei Halbfinale bei PDC-Major-Events sowie sein erstes PDC-Major-Finale bei der ersten Championship League Darts 2008 erreichte, wo er mit 7:5 gegen Phil Taylor verlor. Seinen ersten PDC-Titel gewann er im April 2008 bei einer Players Championship in Glasgow, wo er Taylor auf seinem Weg zu einem 3:0-Sieg über Mark Dudbridge schlug. Er gewann zudem einen Pro Tour-Titel in den Niederlanden und schlug Raymond van Barneveld. Er hatte auch zwei Halbfinalauftritte beim World Grand Prix 2008 und beim Grand Slam of Darts 2008, wo er jeweils gegen Raymond van Barneveld und Phil Taylor verlor. King beendete das Jahr und ging als Nummer 13 der PDC Order of Merit in die PDC World Darts Championship 2009. Für seine Leistungen im ersten Jahr gewann er den Preis für den besten Newcomer beim jährlichen PDC-Award-Dinner.

#### 2009
King trat 2009 bei der PDC World Darts Championship an, und dies stellte sich als sein bis heute bestes Ergebnis bei der PDC World Championship heraus. Er schlug Barrie Bates im Viertelfinale, bevor er mit 2:6 gegen Phil Taylor verlor, wobei Taylor durchschnittlich 103,44 Punkte erzielte. Seine Leistung bei der Weltmeisterschaft führte dazu, dass er in der PDC Order of Merit auf Platz 6 vorrückte und sich damit automatisch für die Premier League Darts 2009 qualifizierte.
King setzte seine gute Form im Juli 2009 im World Matchplay fort. Er besiegte Mark Dudbridge, Steve Beaton und Vincent van der Voort, bevor er im Halbfinale auf Phil Taylor traf. Taylor setzte sich mit 17:6 und einem Average von 106,54 durch und gewann das Turnier. Beim nächsten PDC Premier-Event der Saison 2009, der Europameisterschaft 2009, erreichte er das Viertelfinale, das er gegen James Wade mit 6:10 verlor. Zuvor siegte er über Colin Osborne in der zweiten Runde mit 9:6 und einem Durchschnitt von 104,00 Punkten. Kings erfolgreicher Lauf in den Championship League Darts 2008 setzte sich im Turnier 2009 fort, als er das Halbfinale erreichte, das er gegen den späteren Sieger Colin Osborne mit 1:6 verlor.
Ebenfalls 2009 erreichte King sein erstes im Fernsehen übertragenes Neun-Dart-Finish. Es gelang ihm im September 2009 bei den South African Masters gegen James Wade und war das erste im Fernsehen übertragene Neun-Dart-Finish außerhalb Europas.
King hatte einen großartigen Start in die Premier League, als er mit einem 8:1-Sieg über die Sky Wildcard Wayne Mardle begann. Anschließend verzeichnete er drei weitere Siege beim Aufeinandertreffen mit James Wade (8:1), John Part mit (8:2) und Jelle Klaasen (8:4). Anschließend traf er in Newcastle auf den Titelverteidiger Phil Taylor und verzeichnete ein 7:7-Unentschieden, obwohl er bereits mit 7:5 geführt hatte. Beide Spieler lagen im Average über 100 Punkten. Kings Form ließ dann nach und er gewann nur noch zwei weitere Spiele in Birmingham und Glasgow gegen Mardle bzw. Wade. King war auch während dieses Turniers eine umstrittene Figur, die sich oft durch das Publikum beeinflussen ließ. Während eines Premier-League-Spiels 2009 mit Taylor etwa warf er einen Pfeil über Taylor, als dieser sich bückte, um seinen Flight aufzuheben. Während des Interviews nach dem Spiel würdigten sich beide keines Blickes. Seine Endplatzierung als Vierter in der Liga wurde durch die Krankheit von Mardle begünstigt, der sich aus dem Wettbewerb zurückziehen musste. Daher wurden alle Ergebnisse, die Mardle bestritt, annulliert, einschließlich der beiden Siege von King über Mardle. Kings vierter Platz in der Gesamtwertung bedeutete, dass er im Play-off-Halbfinale in der Wembley Arena auf Taylor traf. King gewann 10:6 und beendete so Taylors Siegesserie in der Premier League. Trotz dieses Sieges wurde er nur Zweiter, da er das Finale mit 13:8 gegen Wade verlor, der Raymond van Barneveld im anderen Halbfinale mit 10:8 besiegte. Wade führte gegen King schnell 8:2, der dann ein Comeback zu starten versuchte, aber Wade konnte die Führung halten und seinen ersten Premier League Darts-Titel gewinnen.

#### 2010
King ging als Nummer 5 der PDC Order of Merit in die PDC World Darts Championship 2010. Trotz einer schwachen Leistung in diesem Turnier, wobei er in der zweiten Runde gegen Co Stompé mit 2:4 verlor, qualifizierte er sich für die Premier League Darts 2010. King erreichte sein drittes PDC-Major-Finale bei den Players Championship Finals 2010. Nachdem er in früheren Runden James Wade, Jelle Klaasen, Wayne Jones und Colin Osborne geschlagen hatte, verlor er im Finale knapp mit 13:11 gegen Paul Nicholson. King blieb damit weiter ohne großen PDC-Titel. King erreichte auch das Achtelfinale bei den UK Open 2010 und verlor 8:9 gegen Gary Anderson. King warf während des Spiels sein zweites im Fernsehen übertragenes Neun-Dart-Finish.
Die Premier League 2010 begann King mit Siegen über James Wade und Adrian Lewis. Seine erste Saisonniederlage kam in Belfast, als er gegen Ronnie Baxter mit 6:8 verlor. Seine Rivalität mit Phil Taylor setzte sich in Manchester fort, wo King ein 7:7-Unentschieden verzeichnete. King verlor seine letzten drei Matches gegen Taylor, Raymond van Barneveld und Simon Whitlock, erreichte aber dennoch das zweite Jahr in Folge das Halbfinale und belegte erneut den 4. Platz in der Tabelle. Er endete mit der gleichen Punktzahl wie Baxter, qualifizierte sich jedoch aufgrund einer besseren Legdifferenz. Wie im Vorjahr spielte er im Halbfinale gegen Taylor. Dieses Mal gewann Taylor überzeugend mit 8:1 und einem Average von 107,98. Trotz der schweren Niederlage gegen Taylor schlug King Whitlock im Spiel um den dritten Platz.

#### 2011–2012
King ging in die PDC World Darts Championship 2011 auf Platz 6 in der PDC Order of Merit. Seine Weltmeisterschaft 2011 endete in der zweiten Runde, wo er Andy Smith mit 3:4 unterlag. Nach der Weltmeisterschaft war King nicht mehr automatisch für die Premier League Darts 2011 qualifiziert und erhielt auch keine Wildcard. Seine Erfolgsserie bei den Players Championship Finals setzte sich jedoch fort. Er erreichte zum zweiten Mal in Folge das Halbfinale. Er verlor im Halbfinale gegen Phil Taylor mit 8:10. Später verlor er in der dritten Runde der UK Open 2011 mit 9:5 gegen Mark Walsh. Er qualifizierte sich für die World Matchplay 2011 als 9. der Setzliste, verlor aber in der ersten Runde mit 6:10 gegen Justin Pipe und klagte anschließend über einen Tennisarm. Bei der Europameisterschaft 2011 schlug er Co Stompé in der ersten Runde mit 6:1, bevor er in der zweiten Runde mit 3:10 gegen Taylor verlor. Er qualifizierte sich auch für die Gewinnergruppe der Championship League Darts 2011, indem er Simon Whitlock im Finale der fünften Gruppe mit 6:3 besiegte. In der Gruppe der Sieger wurde er Zweiter in der Tabelle, bevor er im Halbfinale gegen Paul Nicholson verlor. Bei den Players Championship Finals im Dezember schlug er Colin Lloyd mit 6:4 und traf in der zweiten Runde auf Phil Taylor. King erzielte seinen zweiten Erfolg über Taylor in großen Wettbewerben mit einem 8-5-Sieg. Allerdings verlor er im Viertelfinale gegen den späteren Sieger Kevin Painter.
King spielte in der ersten Runde der Weltmeisterschaft 2012 gegen Geoff Kime und überspielte seinen Gegner, indem er 3:0 gewann, ohne ein Leg abzugeben. Er wurde jedoch zum dritten Mal in Folge in der zweiten Runde abgefangen, da er von Michael van Gerwen mit 1:4 geschlagen wurde. Bei den UK Open schlug King seinen alten BDO-Rivalen Ted Hankey und Gareth Cousins, bevor er mit 7:9 gegen van Gerwen verlor. Aufgrund des Ausscheidens aus den Top 16 der PDC-Rangliste musste King in der ersten Runde des World Matchplay 2012 gegen den gesetzten Phil Taylor antreten. Trotz einer starken Leistung, bei der er acht Maxima warf, während Taylor nur eine gelang, verfehlte King entscheidend drei Darts, um das Match auf 9:8 zu stellen, und verlor stattdessen 8:10.
Beim World Grand Prix im Oktober erreichte King sein erstes großes Finale seit zwei Jahren. In seinem Match in der ersten Runde gegen Terry Jenkins überlebte King fünf verpasste Matchdarts seines Gegners, um das Spiel mit 2:1 in Sätzen zu gewinnen, und setzte sich dann gegen Dave Chisnall (3:1) und Robert Thornton (3:0 in 31 Minuten) durch. Im Halbfinale traf er auf den Lokalmatadoren Brendan Dolan. King kam nach 0:2-Rückstand im ersten Satz zurück, um diesen zu gewinnen, und hatte von da an die Kontrolle über das Match, gewann letztlich 5:2 und erreichte damit das Finale gegen Michael van Gerwen. King führte im Finale mit 3:0 und 4:1, gewann aber von da an nur noch drei weitere Legs und verlor das Match noch mit 4:6. King gab später zu verstehen, dass das Publikum seine Leistung beeinflusst habe, da sie seine Würfe auf Doppelfelder mit lautstarken Buhrufen bedachten. Dennoch brachte ihn das Preisgeld von 40.000 £ zurück auf den 13. Platz der Rangliste.
King gewann alle drei seiner Gruppenspiele beim Grand Slam of Darts, wurde aber im Achtelfinale von Kevin Painter mit 5:10 besiegt. Nachdem alle 33 ProTour-Events des Jahres 2012 ausgetragen worden waren, lag King auf dem 20. Platz der Order of Merit, deutlich unter den Top 32, die sich für die Players Championship Finals qualifizierten. Er erreichte das Viertelfinale, wo er 7:10 gegen Justin Pipe verlor.

#### 2013–2014
King verlor 2013 erstmals in der ersten Runde der PDC-Weltmeisterschaft mit 2:3 gegen Dean Winstanley. Das Match war überaus spannend, da beide Spieler Darts verpassten, um zu gewinnen, bevor Winstanley den entscheidenden Satz mit 6:4 gewann. Sein erstes Finale des Jahres spielte King beim achten UK Open Qualifier im April, nachdem er sieben Spiele gewonnen hatte, darunter Siege über James Wade, Wes Newton und Robert Thornton. Michael van Gerwen machte beim 0:6 im Finale kurzen Prozess. Er war auf Nummer 7 der Setzliste für die UK Open selbst. King erreichte das Finale der Austrian Darts Open, indem er Joe Cullen im Viertelfinale mit 6:0 und einem Average von 103,66 und Steve Beaton im Halbfinale mit 6:5 besiegte. Er traf im Finale erneut auf van Gerwen und wurde mit 3:6 abgefertigt. Er spielte auch van Gerwen in der dritten Runde der UK Open und wurde wiederum mit 5:9 besiegt. Kings zweites European-Tour-Finale des Jahres fand im September bei den German Darts Masters statt, wo er sich in der dritten Runde mit 6:5 gegen Peter Wright durchsetzte, James Wade im Viertelfinale mit 6:0 besiegte und Wayne Jones mit 6:4 bezwang. Er traf im Finale auf Steve Beaton, wobei er beim Stand von 4:3 für Beaton 134 überwarf, da er mit seinem letzten Dart eine dreifache 20 anstelle eines Singles traf, um 40 stehen zu lassen. Beaton antwortete, indem er 160 checkte. Obwohl King zurückschlug und das Match in ein entscheidendes Leg brachte, hatte er nie einen Dart zum Sieg, Beaton gewann 6:5. King konnte dann seine Leistungen beim World Grand Prix vom letzten Jahr nicht wiederholen, da er in der ersten Runde von Wayne Jones mit 2:0 in Sätzen besiegt wurde.
King besiegte Darin Young und Ricky Evans und trat in der dritten Runde der Weltmeisterschaft 2014 gegen Adrian Lewis an. Er verlor neun der ersten elf Legs und konnte sich nie wieder erholen, verlor letztlich in Sätzen mit 4:1. Kings erstes Finale des Jahres fand im Februar bei den Dutch Darts Masters statt, aber er wurde von Michael van Gerwen mit 6:4 besiegt, während er im Durchschnitt 107,40 Punkte erzielte. Obwohl er mit einem schlimmen Rückenproblem spielte, erreichte King dann zum ersten Mal in seiner Karriere das Halbfinale der UK Open. Er lag dort schnell 3:0 gegen Lewis zurück und musste sich anschließend durch die 10:6-Niederlage geschlagen geben. In der ersten Runde des World Matchplay lag King mit 5:4 gegen Kim Huybrechts vorn und gewann dann fünf Legs in Folge. Bei dem 10:4 spielte er einen Average von 101,06. Er konnte seine Form in der nächsten Runde jedoch nicht wiederholen und fing sich eine 13:8-Niederlage gegen Lewis ein, wobei er lediglich 89,59 im Average erzielte. Im September beendete King eine Reihe von Niederlagen im Finale der European Tour und gewann den European Darts Grand Prix, indem er Michael Smith mit 6:5 bezwang.
In einem knappen Spiel im Viertelfinale des World Grand Prix wurde King in einem Entscheidungsleg durch van Gerwen besiegt, da er nicht in der Lage war, 120 zu checken. Er kam dann bei der Europameisterschaft eine Runde weiter, verlor aber 11:8 gegen Terry Jenkins. King setzte seine gute Form beim Masters fort, indem er Simon Whitlock und Justin Pipe besiegte und dann eine hervorragende Leistung zeigte und sich mit 11:9 gegen van Gerwen mit einem 121-Finish auf das Bullseye durchzusetzen. Er nahm den Schwung auch ins Finale gegen James Wade mit und führte vor der ersten Pause mit 5:0 und spielte einen Average von 110. Später führte er schon mit 9:2. Wade sammelte sich und kam auf 9:6 heran, bevor King mit einem 158-Finish glänzte und nur noch ein Leg von seinem ersten PDC-Major-Titel entfernt war. Doch verpasste er anschließend acht Championship-Darts und Wade konnte sein Comeback mit einem 11:10-Sieg vollenden. Die Fehler schienen ihn beim Grand Slam nicht zu beeinträchtigen, da er jeden Fehler von Gary Anderson bei seinem 10:4-Sieg im Achtelfinale bestrafte und dann Stephen Bunting mit 16:9 besiegte, um im Halbfinale gegen Phil Taylor anzutreten. King konnte dort mit Taylor nicht Schritt halten und lag zwischenzeitlich 12:2 hinten. Trotz einer kurzen Aufholjagd gewann Taylor 16:9. Taylor schlug King dann auch aus den Players Championship Finals 10:7 im Achtelfinale.

#### 2015–2019
King musste in der ersten Runde der Weltmeisterschaft 2015 eine überraschende 2:3-Niederlage gegen den deutschen Teenager Max Hopp hinnehmen. Er verlor 10:3 in der ersten Runde des Masters, bei der er erneut auf James Wade traf. King zeigte große mentale Stärke bei den UK Open, um Gary Anderson mit 9:8 zu besiegen, nachdem er 8:4 zurücklag und 13 Matchdarts von Anderson mit ansehen musste. Er hob dann ein 8:5-Defizit gegen Nathan Derry auf, um 9:8 zu gewinnen. Anschließend ging er zum dritten Mal in Folge erfolgreich aus einem Entscheidungs-Leg hervor, indem er Kyle Anderson mit 9:8 besiegte, um das Viertelfinale zu erreichen. Er traf dort auf Stephen Bunting und die ersten 12 Legs gewann jeweils der Anwerfer, bevor Bunting vier Legs nacheinander für sich entschied, um King eine 10:6-Niederlage zuzufügen. Der Rest des Jahres 2015 erwies sich für King als enttäuschend, da er in der ersten Runde des World Matchplay, World Grand Prix, European Championship und Players Championship Finals eliminiert wurde und beim Grand Slam nicht aus seiner Gruppe herauskommen konnte.
Nachdem er den überraschend starken Russen Alexander Oreschkin in der ersten Runde der Weltmeisterschaft 2016 mit Mühe mit 3:2 besiegt hatte, verlor King in Runde zwei gegen Jelle Klaasen mit 4:2. Er kam bis ins Halbfinale der Dutch Darts Masters, wo er sich im Viertelfinale von einem 5:0 gegen Benito van de Pas erholte und noch mit 6:5 gewann. In der Folge war gegen Michael van Gerwen mit 6:2 Schluss. Van de Pas revanchierte sich später bei den UK Open und bezwang King mit 9:7 in der dritten Runde der UK Open. King fügte James Wade die erste Niederlage in der ersten Runde beim World Matchplay zu, indem er ihn mit 10:5 besiegte, und setzte sich dann auch gegen Brendan Dolan mit 11:8 durch, um zum ersten Mal seit sieben Jahren im Viertelfinale des Events vertreten zu sein. In einem extrem engen Match verlor er knapp 16:14 gegen Phil Taylor, wobei der 16-malige Weltmeister erklärte, dass es das beste war, das er King seit zwei oder drei Jahren spielen gesehen hatte. Er verlor dennoch in der Eröffnungsrunde sowohl des World Grand Prix als auch des Players Championship Finals. Bei der Europameisterschaft bezwang ihn James Wilson mit 10:9 im Achtelfinale.
King war kurz davor, in der ersten Runde der Weltmeisterschaft 2017 auszuscheiden, da er mit 0:2 in Sätzen gegen Steve West zurücklag. Im dritten Satz hatte West 36 Punkte zum Match übrig, doch King checkte ein 136-Finish, gewann den Satz und glich das Match mit 2:2 aus. Im entscheidenden Satz verpasste West zwei Matchdarts und King holte doch noch ein 3:2. Danach war er auf der Bühne in Tränen aufgelöst. In der zweiten Runde verpasste Michael Smith fünf Darts, um King mit 4:1 zu schlagen. King gelang erneut ein rettendes Checkout, dieses Mal 130 Punkte und stellte auf 3:3. Smith verpasste drei weitere Match-Darts im entscheidenden Satz, kam aber schließlich über die Ziellinie, um King mit 4:3 zu besiegen. King erreichte sein erstes Finale seit 2014 bei der dritten Players Championship und wurde von Newcomer Rob Cross mit 6:5 besiegt. Das Jahr 2017 sollte auch für King insgesamt wieder ein besseres werden, viele gute Ergebnisse auf der Pro Tour und vor allem eine starke European Darts Open, wo er sich nur im Finale gegen Peter Wright geschlagen geben musste, brachten King in den Ranglisten wieder nach vorne. Trotzdem folgten auch weiterhin immer wieder schwächere Matches.
Bei der WM 2018, wo er dem Österreicher Zoran Lerchbacher trotz 2:0-Satzführung mit 2:3 unterlag, fiel eher durch seine Beschwerde über falsche Beleuchtung als durch gute Leistungen auf. Vier Jahre nach seinem letzten Turniersieg gewann King dann das Finale des 15. Players Championship des Jahres Ende Juni in Barnsley gegen James Wade. Ansonsten brachte King 2018 kaum nennenswerte Erfolge zu Stande.
Bei der WM 2019 bezwang King zunächst Jan Dekker in der Verlängerung mit 3:2. Gegen Brendan Dolan unterlag er dann aber mit 2:4. Im weiteren Verlauf des Jahres wies King immer wieder schwankende Leistungen auf. Beim World Matchplay besiegte er aber die höher gehandelten Nathan Aspinall und Gary Anderson, ehe er an Michael Smith unter den letzten acht scheiterte. Auch beim World Grand Prix und den Players Championship Finals ging es ins Viertelfinale. Seine Klasse bewies King Ende September 2019, wobei er bei den German Darts Championship das Halbfinale erreichte und damit eine weitere Teilnahme am World Grand Prix absicherte, bei dem er allerdings früh scheiterte.

#### Ab 2020
Bei der WM 2020 gewann er sein Zweitrundenspiel, ehe er gegen Simon Whitlock ausschied. Das Jahr von King verlief ansonsten recht mäßig, sodass viele Experten davon ausgingen, dass sich seine Karriere, auch angesichts seines fortgeschrittenen Alters und seiner Rückenprobleme, langsam dem Ende zuneigen würde. Bei den Players Championship Finals 2020 jedoch schaffte er den Halbfinal-Einzug, wo er Mitfavorit Peter Wright deutlich mit 11:4 bezwang. Damit spielte sich King in sein erstes Major-Finale seit 2014, allerdings unterlag er im Entscheidungsleg gegen Michael van Gerwen.
Trotzdem nahm er den Schwung mit und besiegte zum Auftakt der PDC-WM 2021 Max Hopp mit 3:1. Einen klaren 4:0-Erfolg feierte King dann gegen José de Sousa. Das Aus kam dann aber gegen Gerwyn Price, nur einen Satz konnte er gewinnen. Beim Masters knüpfte er an seine gute Form an und erreichte nach Siegen gegen Glen Durrant, Rob Cross, Nathan Aspinall und einer Revanche gegen Gerwyn Price zum zweiten Mal nach 2014 das Finale. In diesem erwies sich Jonny Clayton als zu stark und King war 8:11 unterlegen. Damit endeten auch die Hoffnungen, die sich King auf den letzten Premier League Platz machen durfte, da Clayton automatisch den Zuschlag erhielt. Bei den UK Open musste sich King gegen seine Auftakthürde José de Sousa in Runde 1 verabschieden, auch beim World Matchplay konnte er kein Spiel siegreich gestalten. Beim World Grand Prix erreichte King das Achtelfinale, wo er Titelverteidiger Gerwyn Price unterlag. In Runde 1 war allerdings bei der European Championship Schluss. Über den Tourkartenqualifier sicherte sich der gebürtige Ipswitcher erstmals die Teilnahme an den World Series of Darts Finals. Dort ließ er James Wade und Madars Razma jeweils mit 6:0 keine Chance, war aber gegen Michael van Gerwen beim 5:10 im Viertelfinale selbst chancenlos. Beim Grand Slam of Darts scheiterte er jedoch in der Gruppenphase, auch bei den Players Championship Finals ging es als Vorjahresfinalist nicht über Runde 1 hinaus.
In der ersten Runde der WM 2022 konnte King einen 0:2-Satzrückstand gegen Ryan Joyce noch eindrucksvoll drehen, gegen Steve Lennon gab er wiederum keinen Satz ab. Das nächste Comeback folgte gegen Raymond Smith, den er nach 1:3-Rückstand mit 4:3 schlug. Gegen James Wade ging ihm jedoch die Kraft aus, im Viertelfinale gelang King kein Satzgewinn. Als Vorjahresfinalist gelang ihm in der ersten Runde des Masters 2022 gegen Ryan Searle nur ein Leggewinn. Bei den UK Open konnte er auch kein Spiel siegreich gestalten. Einen erfolgreichen Auftritt absolvierte King bei der Dutch Darts Championship, wo er das Viertelfinale erreichte. Hinzu kam ein weiteres Viertelfinale auf der Pro Tour, sonst war für The King wenig auf der Tour zu holen. Bei den Players Championship Finals 2022 schied King in Runde eins aus.
Bei der PDC World Darts Championship 2023 traf King in der zweiten Runde, für die er gesetzt war, auf Danny Baggish. Nachdem King mit zwei Sätzen von 3:2 in Führung gegangen war, kam Baggish noch einmal zurück und forcierte einen finalen fünften Satz. Diesen gewann King mit 3:1 und zog so in die zweite Runde ein. In der dritten Runde traf King auf Rob Cross und blieb mit 1:4 klar unterlegen.
Bei den UK Open 2023 gewann King sein Auftaktmatch gegen Keane Barry, bevor er gegen Dimitri Van den Bergh verlor. Auf der Pro Tour gelang ihm daraufhin kaum etwas. Lediglich zwei Achtelfinale im Oktober konnte King bei den Players Championships erzielen. Somit verfehlte King auch die Qualifikation zu allen weiteren Major-Turnieren des Jahres inklusive der WM, für die er zuvor von 1997 bis 2023 durchgehend qualifiziert war.
2024 begann für King mit einer guten Teilnahme an den UK Open, nachdem er in seinem ersten Spiel gegen George Killington siegreich war, schlug er darauffolgend auch Ricardo Pietreczko und Krzysztof Ratajski, bevro er erst im Achtelfinale von Weltmeister Luke Humphries gestoppt wurde. Auf der Pro Tour lief jedoch erneut kaum etwas für King zusammen. So erreichte er lediglich ein Achtelfinale im Oktober und seine einzige Teilnahme an einem European Tour-Event endete auch mit einem Erstrundenaus. Für die Players Championship Finals 2024 qualifizierte sich King zwar knapp, blieb jedoch in der ersten Runde bei seiner 1:6-Niederlage gegen Damon Heta ohne Chance. Somit stand auch fest, dass King zum Ende des Jahres seine Tour Card abgeben musste, nachdem er nur auf Rang 73 der Order of Merit stand und er sich auch erneut nicht für die WM qualifizierte.
Bei der Q-School 2025 versuchte er, sich diese zurück zu erspielen. Er gewann dabei insgesamt sieben Spiele und zog am letzten Tag ins Achtelfinale ein. Er gewann dadurch jedoch nur 3 Punkte für die Rangliste und gewann die Tour Card nicht zurück. Er wurde daraufhin als Spieler für die World Seniors Darts Championship 2025 bestätigt.

### Auszeichnungen
- PDC-Newcomer des Jahres 2008[11]
- Im Fernsehen übertragene PDC-Performance des Jahres 2009 (Premier League 2009 - Halbfinale gegen Phil Taylor)[55]

## Kontroversen
King war während seiner Karriere Gegenstand von mehreren Kontroversen. Im Jahr 2003 nach seiner Halbfinalniederlage gegen Raymond van Barneveld beschuldigte er anschließend die eingeschaltete Klimaanlage. Im folgenden Jahr beschwerte sich King in seinem Erstrundenspiel gegen Rick Hofstra, als es in Sätzen 1:1 unentschieden stand, dass die Länge des Oches nicht stimme. Die Spieler mussten die Bühne verlassen, während die Offiziellen maßen, King lag falsch. Als die Spieler zurückkehrten, tat das Publikum seinen Unmut kund. Dennoch gewann er das Match mit 3:1.
Beim Grand Slam of Darts 2010 spielte King in seinem letzten Gruppenspiel gegen den damaligen BDO-Spieler John Henderson. Obwohl er das Spiel 5:4 gewann, tauschte er gegen Ende des Spiels hitzige Worte mit Henderson aus und war sichtlich unglücklich. Obwohl er sich weigerte, den genauen Grund für seine Handlungen preiszugeben, wurde aus den Fernsehbilder interpretiert, dass King das Gefühl hatte, dass Henderson, nachdem er sich für einen offenere Wurfbahn bei seinem dritten Dart seitlich neben das Oche bewegen musste, über die Oche-Linie getreten und aus einer geringeren Entfernung geworfen hatte, als vorgeschrieben und glaubte, er habe sich einen unfairen Vorteil verschafft.
Während seiner Erstrundenbegegnung mit Zoran Lerchbacher 2018 monierte King bei 2:0-Führung, die Beleuchtung sei nicht wie üblich eingestellt. Die Beleuchtung wurde leicht angepasst. Aus den Fernsehbildern ging kein Unterschied hervor. King verlor letztlich noch mit 2:3.
Während des Finales der Players Championship Finals 2020 gab King zu verstehen, die Jubelrufe des Kontrahenten Michael van Gerwen seien zu laut. Es gibt jedoch keine Regel, die dies verbietet.
Beim Masters 2021 war King, ähnlich wie bei Henderson 2010, der Meinung, Gegner Rob Cross habe die Abwurflinie übertreten. Er gewann die Partie, Cross würdigte ihm beim Handschlag keines Blickes.
Bei den International Darts Open 2022 lief Kings ungarischer Kontrahent János Végső mehrfach über die für den Werfenden gesetzte Markierung um das Oche, während King warf. Er tat seinen Unmut kund, gewann aber dennoch klar.

## Weltmeisterschaftsresultate

### BDO
- 1997: Halbfinale (3:5-Niederlage gegen  Les Wallace)
- 1998: 2. Runde (0:3-Niederlage gegen  Ted Hankey)
- 1999: 1. Runde (2:3-Niederlage gegen  Andy Fordham)
- 2000: Viertelfinale (2:5-Niederlage gegen  Co Stompé)
- 2001: 2. Runde (0:3-Niederlage gegen  John Walton)
- 2002: Finale (4:6-Niederlage gegen  Tony David)
- 2003: Halbfinale (2:5-Niederlage gegen  Raymond van Barneveld)
- 2004: Finale (3:6-Niederlage gegen  Andy Fordham)
- 2005: 2. Runde (2:3-Niederlage gegen  Andre Brantjes)
- 2006: 2. Runde (2:4-Niederlage gegen  Jelle Klaasen)
- 2007: Halbfinale (5:6-Niederlage gegen  Martin Adams)

### PDC
- 2008: 2. Runde (2:4-Niederlage gegen  Roland Scholten)
- 2009: Halbfinale (2:6-Niederlage gegen  Phil Taylor)
- 2010: 2. Runde (2:4-Niederlage gegen  Co Stompé)
- 2011: 2. Runde (3:4-Niederlage gegen  Andy Smith)
- 2012: 2. Runde (1:4-Niederlage gegen  Michael van Gerwen)
- 2013: 1. Runde (2:3-Niederlage gegen  Dean Winstanley)
- 2014: Achtelfinale (1:4-Niederlage gegen  Adrian Lewis)
- 2015: 1. Runde (2:3-Niederlage gegen  Max Hopp)
- 2016: 2. Runde (2:4-Niederlage gegen  Jelle Klaasen)
- 2017: 2. Runde (3:4-Niederlage gegen  Michael Smith)
- 2018: 1. Runde (2:3-Niederlage gegen  Zoran Lerchbacher)
- 2019: 3. Runde (2:4-Niederlage gegen  Brendan Dolan)
- 2020: 3. Runde (1:4-Niederlage gegen  Simon Whitlock)
- 2021: Achtelfinale (1:4-Niederlage gegen  Gerwyn Price)
- 2022: Viertelfinale (0:5-Niederlage gegen  James Wade)
- 2023: 3. Runde (1:4-Niederlage gegen  Rob Cross)

### WSDT
- 2025: 1. Runde (1:3-Niederlage gegen  Derek Coulson)

## Turnierergebnisse
| Turnier                                    | 1994                       | 1995                       | 1996                       | 1997                       | 1998                       | 1999                       | 2000                       | 2001                       | 2002                       | 2003                       | 2004                       | 2005                       | 2006                       | 2007                           | 2008                           | 2009                           | 2010                           | 2011                           | 2012                           | 2013                           | 2014                           | 2015                           | 2016                           | 2017                           | 2018                           | 2019                           | 2020                           | 2021                           | 2022                           | 2023                           | 2024                           | 2025                           |
| ------------------------------------------ | -------------------------- | -------------------------- | -------------------------- | -------------------------- | -------------------------- | -------------------------- | -------------------------- | -------------------------- | -------------------------- | -------------------------- | -------------------------- | -------------------------- | -------------------------- | ------------------------------ | ------------------------------ | ------------------------------ | ------------------------------ | ------------------------------ | ------------------------------ | ------------------------------ | ------------------------------ | ------------------------------ | ------------------------------ | ------------------------------ | ------------------------------ | ------------------------------ | ------------------------------ | ------------------------------ | ------------------------------ | ------------------------------ | ------------------------------ | ------------------------------ |
| BDO-Major-Turniere                         |                            |                            |                            |                            |                            |                            |                            |                            |                            |                            |                            |                            |                            |                                |                                |                                |                                |                                |                                |                                |                                |                                |                                |                                |                                |                                |                                |                                |                                |                                |                                |                                |
| Weltmeisterschaft                          | nicht qualifiziert         | nicht qualifiziert         | nicht qualifiziert         | HF                         | AF                         | 1R                         | VF                         | AF                         | F                          | HF                         | F                          | AF                         | AF                         | HF                             | nicht teilgenommen             | nicht teilgenommen             | nicht teilgenommen             | nicht teilgenommen             | nicht teilgenommen             | nicht teilgenommen             | nicht teilgenommen             | nicht teilgenommen             | nicht teilgenommen             | nicht teilgenommen             | nicht teilgenommen             | nicht teilgenommen             | nicht teilgenommen             | n/a                            | Verband insolvent              | Verband insolvent              | Verband insolvent              | Verband insolvent              |
| World Masters                              | 3R                         | AF                         | 1R                         | AF                         | VF                         | HF                         | F                          | AF                         | AF                         | VF                         | S                          | AF                         | 2R                         | nicht teilgenommen             | nicht teilgenommen             | nicht teilgenommen             | nicht teilgenommen             | nicht teilgenommen             | nicht teilgenommen             | nicht teilgenommen             | nicht teilgenommen             | nicht teilgenommen             | nicht teilgenommen             | nicht teilgenommen             | nicht teilgenommen             | nicht teilgenommen             | n/a                            | n/a                            | Verband insolvent              | Verband insolvent              | Verband insolvent              | Verband insolvent              |
| WDF-Platin-/Major-Turniere                 |                            |                            |                            |                            |                            |                            |                            |                            |                            |                            |                            |                            |                            |                                |                                |                                |                                |                                |                                |                                |                                |                                |                                |                                |                                |                                |                                |                                |                                |                                |                                |                                |
| International League                       | nicht ausgetragen          | nicht ausgetragen          | nicht ausgetragen          | nicht ausgetragen          | nicht ausgetragen          | nicht ausgetragen          | nicht ausgetragen          | nicht ausgetragen          | nicht ausgetragen          | F                          | HF                         | S                          | GP                         | GP                             | nicht ausgetragen              | nicht ausgetragen              | nicht ausgetragen              | nicht ausgetragen              | nicht ausgetragen              | nicht ausgetragen              | nicht ausgetragen              | nicht ausgetragen              | nicht ausgetragen              | nicht ausgetragen              | nicht ausgetragen              | nicht ausgetragen              | nicht ausgetragen              | nicht ausgetragen              | nicht ausgetragen              | nicht ausgetragen              | nicht ausgetragen              | nicht ausgetragen              |
| World Trophy                               | nicht ausgetragen          | nicht ausgetragen          | nicht ausgetragen          | nicht ausgetragen          | nicht ausgetragen          | nicht ausgetragen          | nicht ausgetragen          | nicht ausgetragen          | AF                         | F                          | HF                         | F                          | VF                         | HF                             | nicht ausgetragen              | nicht ausgetragen              | nicht ausgetragen              | nicht ausgetragen              | nicht ausgetragen              | nicht ausgetragen              | nicht teilgenommen             | nicht teilgenommen             | nicht teilgenommen             | nicht teilgenommen             | nicht teilgenommen             | nicht teilgenommen             | nicht ausgetragen              | nicht ausgetragen              | nicht ausgetragen              | nicht ausgetragen              | nicht ausgetragen              | nicht ausgetragen              |
| WDF World Cup                              | n/a                        | n/t                        | n/a                        | n/t                        | n/a                        | VF                         | n/a                        | HF                         | n/a                        | AF                         | n/a                        | HF                         | n/a                        | n/t                            | n/a                            | n/t                            | n/a                            | n/t                            | n/a                            | n/t                            | n/a                            | n/t                            | n/a                            | n/t                            | n/a                            | n/t                            | nicht ausgetragen              | nicht ausgetragen              | nicht ausgetragen              | n/t                            | n/a                            | n/t                            |
| WDF Europe Cup                             | n/t                        | n/a                        | n/t                        | n/a                        | n/t                        | n/a                        | AF                         | n/a                        | F                          | n/a                        | 2R                         | n/a                        | n/t                        | n/a                            | n/t                            | n/a                            | n/t                            | n/a                            | n/t                            | n/a                            | n/t                            | n/a                            | n/t                            | n/a                            | n/t                            | nicht ausgetragen              | nicht ausgetragen              | nicht ausgetragen              | n/t                            | n/a                            | n/t                            | n/a                            |
| Finder Masters                             | n/a                        | ?                          | F                          | nicht ausgetragen          | nicht ausgetragen          | nicht ausgetragen          | GP                         | VF                         | F                          | F                          | HF                         | S                          | n/a                        | nicht teilgenommen             | nicht teilgenommen             | nicht teilgenommen             | nicht teilgenommen             | nicht teilgenommen             | nicht teilgenommen             | nicht teilgenommen             | nicht teilgenommen             | nicht teilgenommen             | nicht teilgenommen             | nicht teilgenommen             | nicht teilgenommen             | nicht ausgetragen              | nicht ausgetragen              | nicht ausgetragen              | nicht ausgetragen              | nicht ausgetragen              | nicht ausgetragen              | nicht ausgetragen              |
| PDC-Ranking-Turniere                       |                            |                            |                            |                            |                            |                            |                            |                            |                            |                            |                            |                            |                            |                                |                                |                                |                                |                                |                                |                                |                                |                                |                                |                                |                                |                                |                                |                                |                                |                                |                                |                                |
| Weltmeisterschaft                          | nicht teilgenommen         | nicht teilgenommen         | nicht teilgenommen         | nicht teilgenommen         | nicht teilgenommen         | nicht teilgenommen         | nicht teilgenommen         | nicht teilgenommen         | nicht teilgenommen         | nicht teilgenommen         | nicht teilgenommen         | nicht teilgenommen         | nicht teilgenommen         | nicht teilgenommen             | 2R                             | HF                             | 2R                             | 2R                             | 2R                             | 1R                             | AF                             | 1R                             | 2R                             | 2R                             | 1R                             | 3R                             | 1R                             | AF                             | VF                             | 3R                             | n/q                            | n/q                            |
| UK Open                                    | nicht ausgetragen          | nicht ausgetragen          | nicht ausgetragen          | nicht ausgetragen          | nicht ausgetragen          | nicht ausgetragen          | nicht ausgetragen          | nicht ausgetragen          | nicht ausgetragen          | nicht teilgenommen         | nicht teilgenommen         | nicht teilgenommen         | nicht teilgenommen         | AF                             | 3R                             | 3R                             | AF                             | 3R                             | 4R                             | 3R                             | HF                             | VF                             | 3R                             | 3R                             | AF                             | 5R                             | 4R                             | 4R                             | 4R                             | 5R                             | AF                             | n/q                            |
| Las Vegas Desert Classic                   | nicht ausgetragen          | nicht ausgetragen          | nicht ausgetragen          | nicht ausgetragen          | nicht ausgetragen          | nicht ausgetragen          | nicht ausgetragen          | nicht ausgetragen          | nicht teilgenommen         | nicht teilgenommen         | nicht teilgenommen         | nicht teilgenommen         | nicht teilgenommen         | AF                             | VF                             | VF                             | nicht ausgetragen              | nicht ausgetragen              | nicht ausgetragen              | nicht ausgetragen              | nicht ausgetragen              | nicht ausgetragen              | nicht ausgetragen              | nicht ausgetragen              | nicht ausgetragen              | nicht ausgetragen              | nicht ausgetragen              | nicht ausgetragen              | nicht ausgetragen              | nicht ausgetragen              | nicht ausgetragen              | nicht ausgetragen              |
| World Matchplay                            | nicht teilgenommen         | nicht teilgenommen         | nicht teilgenommen         | nicht teilgenommen         | nicht teilgenommen         | nicht teilgenommen         | nicht teilgenommen         | nicht teilgenommen         | nicht teilgenommen         | nicht teilgenommen         | nicht teilgenommen         | nicht teilgenommen         | nicht teilgenommen         | VF                             | 1R                             | HF                             | 1R                             | 1R                             | 1R                             | 1R                             | AF                             | 1R                             | VF                             | 1R                             | 1R                             | VF                             | n/q                            | 1R                             | nicht qualifiziert             | nicht qualifiziert             | nicht qualifiziert             | nicht qualifiziert             |
| World Grand Prix                           | nicht ausgetragen          | nicht ausgetragen          | nicht ausgetragen          | nicht ausgetragen          | nicht teilgenommen         | nicht teilgenommen         | nicht teilgenommen         | nicht teilgenommen         | nicht teilgenommen         | nicht teilgenommen         | nicht teilgenommen         | nicht teilgenommen         | nicht teilgenommen         | AF                             | HF                             | AF                             | 1R                             | 1R                             | F                              | 1R                             | VF                             | 1R                             | 1R                             | AF                             | 1R                             | VF                             | AF                             | AF                             | nicht qualifiziert             | nicht qualifiziert             | nicht qualifiziert             |                                |
| European Championship                      | nicht ausgetragen          | nicht ausgetragen          | nicht ausgetragen          | nicht ausgetragen          | nicht ausgetragen          | nicht ausgetragen          | nicht ausgetragen          | nicht ausgetragen          | nicht ausgetragen          | nicht ausgetragen          | nicht ausgetragen          | nicht ausgetragen          | nicht ausgetragen          | nicht ausgetragen              | 1R                             | VF                             | 1R                             | AF                             | 1R                             | AF                             | HF                             | AF                             | AF                             | 1R                             | 1R                             | 1R                             | 1R                             | 1R                             | nicht qualifiziert             | nicht qualifiziert             | nicht qualifiziert             |                                |
| Grand Slam of Darts                        | nicht ausgetragen          | nicht ausgetragen          | nicht ausgetragen          | nicht ausgetragen          | nicht ausgetragen          | nicht ausgetragen          | nicht ausgetragen          | nicht ausgetragen          | nicht ausgetragen          | nicht ausgetragen          | nicht ausgetragen          | nicht ausgetragen          | nicht ausgetragen          | nicht ausgetragen              | kein Ranking-Turnier           | kein Ranking-Turnier           | kein Ranking-Turnier           | kein Ranking-Turnier           | kein Ranking-Turnier           | kein Ranking-Turnier           | kein Ranking-Turnier           | GP                             | nicht qualifiziert             | nicht qualifiziert             | nicht qualifiziert             | nicht qualifiziert             | nicht qualifiziert             | GP                             | nicht qualifiziert             | nicht qualifiziert             | nicht qualifiziert             |                                |
| Players Championship Finals                | nicht ausgetragen          | nicht ausgetragen          | nicht ausgetragen          | nicht ausgetragen          | nicht ausgetragen          | nicht ausgetragen          | nicht ausgetragen          | nicht ausgetragen          | nicht ausgetragen          | nicht ausgetragen          | nicht ausgetragen          | nicht ausgetragen          | nicht ausgetragen          | nicht ausgetragen              | nicht ausgetragen              | VF                             | F                              | HF/VF                          | VF                             | 1R                             | AF                             | 1R                             | 1R                             | AF                             | AF                             | VF                             | F                              | 1R                             | 1R                             | n/q                            | 1R                             |                                |
| PDC-Turniere ohne Einfluss auf das Ranking |                            |                            |                            |                            |                            |                            |                            |                            |                            |                            |                            |                            |                            |                                |                                |                                |                                |                                |                                |                                |                                |                                |                                |                                |                                |                                |                                |                                |                                |                                |                                |                                |
| The Masters                                | nicht ausgetragen          | nicht ausgetragen          | nicht ausgetragen          | nicht ausgetragen          | nicht ausgetragen          | nicht ausgetragen          | nicht ausgetragen          | nicht ausgetragen          | nicht ausgetragen          | nicht ausgetragen          | nicht ausgetragen          | nicht ausgetragen          | nicht ausgetragen          | nicht ausgetragen              | nicht ausgetragen              | nicht ausgetragen              | nicht ausgetragen              | nicht ausgetragen              | nicht ausgetragen              | AF                             | F                              | AF                             | nicht qualifiziert             | nicht qualifiziert             | nicht qualifiziert             | nicht qualifiziert             | nicht qualifiziert             | F                              | 1R                             | n/q                            | n/q                            | n/a                            |
| Masters of Darts                           | nicht ausgetragen          | nicht ausgetragen          | nicht ausgetragen          | nicht ausgetragen          | nicht ausgetragen          | nicht ausgetragen          | nicht ausgetragen          | nicht ausgetragen          | nicht ausgetragen          | nicht ausgetragen          | nicht ausgetragen          | n/t                        | n/a                        | HF                             | nicht ausgetragen              | nicht ausgetragen              | nicht ausgetragen              | nicht ausgetragen              | nicht ausgetragen              | nicht ausgetragen              | nicht ausgetragen              | nicht ausgetragen              | nicht ausgetragen              | nicht ausgetragen              | nicht ausgetragen              | nicht ausgetragen              | nicht ausgetragen              | nicht ausgetragen              | nicht ausgetragen              | nicht ausgetragen              | nicht ausgetragen              | nicht ausgetragen              |
| Premier League Darts                       | nicht ausgetragen          | nicht ausgetragen          | nicht ausgetragen          | nicht ausgetragen          | nicht ausgetragen          | nicht ausgetragen          | nicht ausgetragen          | nicht ausgetragen          | nicht ausgetragen          | nicht ausgetragen          | nicht ausgetragen          | nicht eingeladen           | nicht eingeladen           | nicht eingeladen               | nicht eingeladen               | F                              | HF                             | nicht eingeladen               | nicht eingeladen               | nicht eingeladen               | nicht eingeladen               | nicht eingeladen               | nicht eingeladen               | nicht eingeladen               | nicht eingeladen               | nicht eingeladen               | nicht eingeladen               | nicht eingeladen               | nicht eingeladen               | nicht eingeladen               | nicht eingeladen               | nicht eingeladen               |
| US Open                                    | nicht ausgetragen          | nicht ausgetragen          | nicht ausgetragen          | nicht ausgetragen          | nicht ausgetragen          | nicht ausgetragen          | nicht ausgetragen          | nicht ausgetragen          | nicht ausgetragen          | nicht ausgetragen          | nicht ausgetragen          | nicht ausgetragen          | n/t                        | VF                             | 2R                             | nicht ausgetragen              | nicht ausgetragen              | nicht ausgetragen              | nicht ausgetragen              | nicht ausgetragen              | nicht ausgetragen              | nicht ausgetragen              | nicht ausgetragen              | nicht ausgetragen              | nicht ausgetragen              | nicht ausgetragen              | nicht ausgetragen              | nicht ausgetragen              | nicht ausgetragen              | nicht ausgetragen              | nicht ausgetragen              | nicht ausgetragen              |
| Championship League                        | nicht ausgetragen          | nicht ausgetragen          | nicht ausgetragen          | nicht ausgetragen          | nicht ausgetragen          | nicht ausgetragen          | nicht ausgetragen          | nicht ausgetragen          | nicht ausgetragen          | nicht ausgetragen          | nicht ausgetragen          | nicht ausgetragen          | nicht ausgetragen          | nicht ausgetragen              | F                              | HF                             | GP                             | HF                             | GP                             | GP                             | nicht ausgetragen              | nicht ausgetragen              | nicht ausgetragen              | nicht ausgetragen              | nicht ausgetragen              | nicht ausgetragen              | nicht ausgetragen              | nicht ausgetragen              | nicht ausgetragen              | nicht ausgetragen              | nicht ausgetragen              | nicht ausgetragen              |
| World Series of Darts Finals               | nicht ausgetragen          | nicht ausgetragen          | nicht ausgetragen          | nicht ausgetragen          | nicht ausgetragen          | nicht ausgetragen          | nicht ausgetragen          | nicht ausgetragen          | nicht ausgetragen          | nicht ausgetragen          | nicht ausgetragen          | nicht ausgetragen          | nicht ausgetragen          | nicht ausgetragen              | nicht ausgetragen              | nicht ausgetragen              | nicht ausgetragen              | nicht ausgetragen              | nicht ausgetragen              | nicht ausgetragen              | nicht ausgetragen              | n/q                            | n/q                            | n/t                            | n/t                            | n/t                            | n/q                            | VF                             | n/t                            | nicht qualifiziert             | nicht qualifiziert             | nicht qualifiziert             |
| Grand Slam of Darts                        | nicht ausgetragen          | nicht ausgetragen          | nicht ausgetragen          | nicht ausgetragen          | nicht ausgetragen          | nicht ausgetragen          | nicht ausgetragen          | nicht ausgetragen          | nicht ausgetragen          | nicht ausgetragen          | nicht ausgetragen          | nicht ausgetragen          | nicht ausgetragen          | AF                             | HF                             | AF                             | AF                             | GP                             | AF                             | AF                             | HF                             | Ranking-Turnier                | Ranking-Turnier                | Ranking-Turnier                | Ranking-Turnier                | Ranking-Turnier                | Ranking-Turnier                | Ranking-Turnier                | Ranking-Turnier                | Ranking-Turnier                | Ranking-Turnier                | Ranking-Turnier                |
| WSD-Major-Turniere                         |                            |                            |                            |                            |                            |                            |                            |                            |                            |                            |                            |                            |                            |                                |                                |                                |                                |                                |                                |                                |                                |                                |                                |                                |                                |                                |                                |                                |                                |                                |                                |                                |
| Weltmeisterschaft                          | nicht ausgetragen          | nicht ausgetragen          | nicht ausgetragen          | nicht ausgetragen          | nicht ausgetragen          | nicht ausgetragen          | nicht ausgetragen          | nicht ausgetragen          | nicht ausgetragen          | nicht ausgetragen          | nicht ausgetragen          | nicht ausgetragen          | nicht ausgetragen          | nicht ausgetragen              | nicht ausgetragen              | nicht ausgetragen              | nicht ausgetragen              | nicht ausgetragen              | nicht ausgetragen              | nicht ausgetragen              | nicht ausgetragen              | nicht ausgetragen              | nicht ausgetragen              | nicht ausgetragen              | nicht ausgetragen              | nicht ausgetragen              | nicht ausgetragen              | nicht ausgetragen              | n/t                            | n/t                            | n/t                            | 1R                             |
| Champion of Champions                      | nicht ausgetragen          | nicht ausgetragen          | nicht ausgetragen          | nicht ausgetragen          | nicht ausgetragen          | nicht ausgetragen          | nicht ausgetragen          | nicht ausgetragen          | nicht ausgetragen          | nicht ausgetragen          | nicht ausgetragen          | nicht ausgetragen          | nicht ausgetragen          | nicht ausgetragen              | nicht ausgetragen              | nicht ausgetragen              | nicht ausgetragen              | nicht ausgetragen              | nicht ausgetragen              | nicht ausgetragen              | nicht ausgetragen              | nicht ausgetragen              | nicht ausgetragen              | nicht ausgetragen              | nicht ausgetragen              | nicht ausgetragen              | nicht ausgetragen              | nicht ausgetragen              | nicht ausgetragen              | n/t                            | n/t                            | VF                             |
| Karrierestatistiken                        |                            |                            |                            |                            |                            |                            |                            |                            |                            |                            |                            |                            |                            |                                |                                |                                |                                |                                |                                |                                |                                |                                |                                |                                |                                |                                |                                |                                |                                |                                |                                |                                |
| Jahresendplatzierung                       | unbekannt                  | unbekannt                  | unbekannt                  | 5                          | 6                          | 3                          | 1                          | 4                          | 3                          | 3                          | 3                          | 1                          | 5                          | 24                             | 12                             | 5                              | 6                              | 12                             | 14                             | 14                             | 10                             | 14                             | 22                             | 22                             | 19                             | 19                             | 19                             | 21                             | 27                             | 40                             | 61                             |                                |
| Verband                                    | British Darts Organisation | British Darts Organisation | British Darts Organisation | British Darts Organisation | British Darts Organisation | British Darts Organisation | British Darts Organisation | British Darts Organisation | British Darts Organisation | British Darts Organisation | British Darts Organisation | British Darts Organisation | British Darts Organisation | Professional Darts Corporation | Professional Darts Corporation | Professional Darts Corporation | Professional Darts Corporation | Professional Darts Corporation | Professional Darts Corporation | Professional Darts Corporation | Professional Darts Corporation | Professional Darts Corporation | Professional Darts Corporation | Professional Darts Corporation | Professional Darts Corporation | Professional Darts Corporation | Professional Darts Corporation | Professional Darts Corporation | Professional Darts Corporation | Professional Darts Corporation | Professional Darts Corporation | Professional Darts Corporation |

| Legende zu den Turnierergebnissen | Legende zu den Turnierergebnissen | Legende zu den Turnierergebnissen | Legende zu den Turnierergebnissen | Legende zu den Turnierergebnissen | Legende zu den Turnierergebnissen | Legende zu den Turnierergebnissen | Legende zu den Turnierergebnissen | Legende zu den Turnierergebnissen | Legende zu den Turnierergebnissen |
| --------------------------------- | --------------------------------- | --------------------------------- | --------------------------------- | --------------------------------- | --------------------------------- | --------------------------------- | --------------------------------- | --------------------------------- | --------------------------------- |
| n/t                               | nicht teilgenommen                | n/q                               | nicht qualifiziert                | n/a                               | nicht ausgetragen                 | #R                                | Aus in jeweiliger Runde           | GP                                | Aus in der Gruppenphase           |
| AF                                | Achtelfinalist                    | VF                                | Viertelfinalist                   | HF                                | Halbfinalist                      | F                                 | Turnierfinalist                   | S                                 | Turniersieger                     |

## Titel

### BDO
- Majors
  - World Masters: (1) 2004
  - Finder Darts Masters: (1) 2005
- Weitere
  - 2000: British Open

### PDC
- Pro Tour
  - Players Championships
    - Players Championships 2008: 9, 30
    - Players Championships 2010: 3
    - Players Championships 2011: 1, 27
    - Players Championships 2018: 15

  - UK Open Qualifiers
    - UK Open Qualifiers 2010: 1

  - European Darts Tour
    - European Darts Tour 2014: (1) European Darts Grand Prix
- Secondary Tour Events
  -     - PDC Challenge Tour 2025: 11
- Weitere
  - 1999: Antwerp Open

## Major-Finale

### BDO Major-Finale: 12 (3 Titel)
| Legende                          |
| Weltmeisterschaft (0/2)          |
| Winmau World Masters (1/1)       |
| World Darts Trophy (0/2)         |
| International Darts League (1/1) |
| Zuiderduin Masters (1/3)         |

| Ausgang    | Nr. | Jahr | Turnier                    | Finalgegner           | Ergebnis  |
| Niederlage | 1.  | 1996 | Zuiderduin Masters         | Martin Adams          | 2:4 (s)   |
| Niederlage | 2.  | 2000 | Winmau World Masters       | John Walton           | 2:3 (s)   |
| Niederlage | 3.  | 2002 | Weltmeisterschaft          | Tony David            | 4:6 (s)   |
| Niederlage | 4.  | 2002 | Zuiderduin Masters         | Tony David            | 4:6 (s)   |
| Niederlage | 5.  | 2003 | International Darts League | Raymond van Barneveld | 5:8 (s)   |
| Niederlage | 6.  | 2003 | World Darts Trophy         | Raymond van Barneveld | 2:6 (s)   |
| Niederlage | 7.  | 2003 | Zuiderduin Masters         | Raymond van Barneveld | 1:6 (s)   |
| Niederlage | 8.  | 2004 | Weltmeisterschaft          | Andy Fordham          | 3:6 (s)   |
| Sieg       | 1.  | 2004 | Winmau World Masters       | Tony O'Shea           | 7:6 (s)   |
| Sieg       | 2.  | 2005 | International Darts League | Tony O'Shea           | 13:11 (s) |
| Niederlage | 9.  | 2005 | World Darts Trophy         | Gary Robson           | 4:6 (s)   |
| Sieg       | 3.  | 2005 | Zuiderduin Masters         | Martin Adams          | 5:4 (s)   |

1. (l) = Ergebnis in Legs, (s) = Ergebnis in Sätzen.

### PDC Major-Finale: 7 (0 Titel)
| Legend                            |
| World Grand Prix (0/1)            |
| Premier League (0/1)              |
| The Masters (0/2)                 |
| Players Championship Finals (0/2) |
| Championship League (0/1)         |

| Ausgang    | Nr. | Jahr | Turnier                     | Finalgegner        | Ergebnis  |
| Niederlage | 1.  | 2008 | Championship League         | Phil Taylor        | 5:7 (l)   |
| Niederlage | 2.  | 2009 | Premier League              | James Wade         | 8:13 (l)  |
| Niederlage | 3.  | 2010 | Players Championship Finals | Paul Nicholson     | 11:13 (l) |
| Niederlage | 4.  | 2012 | World Grand Prix            | Michael van Gerwen | 4:6 (s)   |
| Niederlage | 5.  | 2014 | The Masters                 | James Wade         | 10:11 (l) |
| Niederlage | 6.  | 2020 | Players Championship Finals | Michael van Gerwen | 10:11 (l) |
| Niederlage | 7.  | 2021 | The Masters                 | Jonny Clayton      | 8:11 (l)  |

(l) = Ergebnis in Legs, (s) = Ergebnis in Sätzen.

## Neun-Darter
Mervyn King hat bislang zwei im Fernsehen übertragene Nine dart-Finishes spielen können:
| Datum              | Gegner        | Turnier               | Weg                             | Preisgeld |
| ------------------ | ------------- | --------------------- | ------------------------------- | --------- |
| 27. September 2009 | James Wade    | South African Masters | 3 × T20; 3 × T20; T20, T19, D12 | 10.000 £  |
| 5. Juni 2010       | Gary Anderson | UK Open               | 3 × T20; 3 × T20; T20, T19, D12 | 5.000 £   |